# ابن زريق العماني
هو حميد بن محمد بن رزيق ابن بخيت العبيداني  عاصر ابن رزيق أحداث عمان وتاريخها في النصف الأول من القرن التاسع عشر

## سيرته
ولد عام 1783. نشأ في بحبوحة من العيش في مسقط إذ كان جده يعمل في قلم الحساب في الفرضة (الجمرك) أيام الإمام اليعربي سيف بن سلطان الثاني. شغل وظيفة مسؤول بالحسابات والمالية في ميناء مسقط، كما كان مرافقًا لأفراد من الأسرة الحاكمة. التقى في مدينة نخل باثنين من العلماء كبار السن الذين عاصروا عهد الإمام أحمد بن سعيد. وأمدوه بالكثير من المعلومات الصحيحة وهما الشيخ معروف بن سالم الصايغي النخلي والشيخ ناصر بن حميد البداعي النخلي

## ثقافته
آثر العلم والقرآءة على أمور الحسابات والمال ووجد في السيد سالم بن سلطان الصحبة الطيبة

## الإنتاج الشعري
صدر له
- ديوان ابن رزيق - إصدار وزارة التراث القومي (ط1) مسقط (وهو قصائد مختارة من ديوانيه: السبائك، وفصوص الجمان)
- ديوان سلك الفريد في مدح السيد الحميد ثويني بن سعيد - وزارة التراث القومي والثقافة (ط1) مسقط 1997 (ثلاثة أجزاء)

و له خمسة دواوين مخطوطة:
- سبائك اللجين وقرة العين،
- وجوهرة الأشعار وفريد الأفكار،
- وفصوص الجمان في مدح السيد محمد بن سالم،
- وسلوة الأنام في مدح الإمام،
- والقصيدة النورانية،
- وله قصائد مختارة في: شقائق النعمان على سمط الجمان في أسماء شعراء عمان - مسقط 1994.[2]

## المؤرخ
كتب ابن رزيق عن أنساب قبائل الأزد والقبائل العدنانية في الجاهلية وقبل الإسلام وتواجد هذه القبائل في عمان ثم كتب طرفا من السيرة النبوية وأخبار الصحابة والتابعين وأحداث التاريخ الإسلامي المبكر أيام الخلفاء الراشدين، وتناول طرفا من أخبار الدولة العباسية وظهور القرامطة والسلاجقة كما تناول في عرضه الكثير من الشعر والادب العربي في الجاهلية والإسلام.

## الهوامش
1. 1 2 3 4 5  عبد الله (1998).
2. 1 2 3  ---. ابن زريق (بدون تاريخ).